# 3761 Romanskaya
3761 Romanskaya је астероид главног астероидног појаса чија средња удаљеност од Сунца износи 3,119 астрономских јединица (АЈ).
Апсолутна магнитуда астероида је 11,1.